# Knut Holmann
Knut Holmann (Oslo, 31 de julio de 1968) es un deportista noruego que compitió en piragüismo en la modalidad de aguas tranquilas.
Participó en cuatro Juegos Olímpicos entre los años 1988 y 2000, obteniendo seis medallas: plata y bronce en Barcelona 1992, oro y plata en Atlanta 1996 y dos veces oro en Sídney 2000, las seis en la prueba de K1 tanto en la distancia de 500 m como en la de 1000 m.
Ganó trece medallas en el Campeonato Mundial de Piragüismo entre los años 1990 y 1999, y una medalla de plata en el Campeonato Europeo de Piragüismo de 1997.

## Palmarés internacional
| Juegos Olímpicos   | Juegos Olímpicos           | Juegos Olímpicos  | Juegos Olímpicos |
| Año                | Lugar                      | Medalla           | Competición      |
| ------------------ | -------------------------- | ----------------- | ---------------- |
| 1992               | Barcelona ( España)        | Medalla de plata  | K1 1000 m        |
| 1992               | Barcelona ( España)        | Medalla de bronce | K1 500 m         |
| 1996               | Atlanta ( Estados Unidos)  | Medalla de oro    | K1 1000 m        |
| 1996               | Atlanta ( Estados Unidos)  | Medalla de plata  | K1 500 m         |
| 2000               | Sídney ( Australia)        | Medalla de oro    | K1 500 m         |
| 2000               | Sídney ( Australia)        | Medalla de oro    | K1 1000 m        |
| Campeonato Mundial |                            |                   |                  |
| Año                | Lugar                      | Medalla           | Competición      |
| 1990               | Poznań ( Polonia)          | Medalla de oro    | K1 1000 m        |
| 1991               | París ( Francia)           | Medalla de oro    | K1 1000 m        |
| 1991               | París ( Francia)           | Medalla de plata  | K1 500 m         |
| 1993               | Copenhague ( Dinamarca)    | Medalla de oro    | K1 1000 m        |
| 1993               | Copenhague ( Dinamarca)    | Medalla de plata  | K1 10 000 m      |
| 1994               | Ciudad de México ( México) | Medalla de bronce | K1 500 m         |
| 1994               | Ciudad de México ( México) | Medalla de bronce | K1 1000 m        |
| 1995               | Duisburgo ( Alemania)      | Medalla de oro    | K1 1000 m        |
| 1995               | Duisburgo ( Alemania)      | Medalla de plata  | K1 500 m         |
| 1997               | Dartmouth ( Canadá)        | Medalla de bronce | K1 1000 m        |
| 1998               | Szeged ( Hungría)          | Medalla de plata  | K1 1000 m        |
| 1998               | Szeged ( Hungría)          | Medalla de bronce | K4 200 m         |
| 1999               | Milán ( Italia)            | Medalla de plata  | K1 1000 m        |
| Campeonato Europeo |                            |                   |                  |
| Año                | Lugar                      | Medalla           | Competición      |
| 1997               | Plovdiv ( Bulgaria)        | Medalla de plata  | K1 1000 m        |